# Ловре Калинич
Ловре Калинич (хорв. Lovre Kalinić, нар. 3 квітня 1990, Спліт) — хорватський футболіст, воротар клубу «Хайдук» (Спліт).
Виступав, зокрема, за клуб «Гент», а також національну збірну Хорватії.

## Клубна кар'єра
Народився 3 квітня 1990 року в місті Спліт. Вихованець юнацьких команд футбольних клубів «Солін» та «Хайдук» (Спліт).
У дорослому футболі дебютував 2009 року виступами на умовах оренди за команду клубу «Юнак» (Синь), в якій взяв участь лише у 4 матчах чемпіонату. Того ж року був відданий в оренду до клубу «Новаля», провів наступний сезон своєї ігрової кар'єри.
У 2010 році нарешті дебютував в офіційних іграх за «Хайдук» (Спліт), у складі якого провів наступні два роки своєї кар'єри гравця у статусі резервного вортаря. 
Частину 2012 року провів в оренді в «Карловаці», після чого повернувся до «Хайдука», де з сезону 2013/14 став основним голкіпером. У сезоні 2015/16 Калинич встановив новий рекорд по тривалості часу без пропущених голів у чемпіонаті Хорватії. Голкіпер не пропускав вісім ігор, або 775 хвилин, побивши попередній рекорд одноклубника Зорана Славиці, який зберігав ворота сухими 711 хвилин ще у сезоні 1992/93.
Після уходу Горана Миловича в зимове трансферне вікно сезону 2015/16, Калинич був призначений новим капітаном команди, а у вересні 2016 року воротар підписав новий п'ятирічний контракт з клубом. Загалом же під час свого перебування в «Хайдуку» Калинич провів 134 гри за сім сезонів, а загалом у структурі клубу перебував аж 17 років.
27 грудня 2016 року «Хайдук» оголосив, що Ловре Калинич зіграв свою останню гру в клубі і переходить у бельгійський «Гент». Плата за Ловре стала найбільшою для воротаря в історії чемпіонату Хорватії — 3,1 млн. євро, що зробило Калинича найдорожчим гравцем в історії «Гента». Він був визнаний найкращим воротарем у бельгійській лізі у сезоні 2016/17.
21 грудня 2018 року англійська «Астон Вілла» оголосила, що домовилася з «Гентом» про перехід Калинича на початку січневого трансферного вікна.
За рік команду з Бірмінгема 7 матчів в національному чемпіонаті, ставши на початку 2019 року другим, з літа 2019 третім, а з січня 2020 й приходу Пепе Рейни взагалі четвертим воротарем. У пошуках ігрової практики 20 січня 2020 він перейшов на правах оренди до завершення сезону до аутсайдера французької Ліги 1 «Тулузи».
22 грудня 2020 року, не зігравши у сезоні 2020/21 на той момент жодного матчу, було оголошено, що Калинич буде орендований своїм колишнім клубом «Хайдуком».

## Виступи за збірні
У 2005 році дебютував у складі юнацької збірної Хорватії, взяв участь у 13 іграх на юнацькому рівні, пропустивши 3 голи.
Протягом 2011–2013 років залучався до складу молодіжної збірної Хорватії. На молодіжному рівні зіграв у 7 офіційних матчах, пропустив 19 голів.
Після того як Стипе Плетикоса завершив виступи в збірній у 2014 році, Калинич став другим воротарем збірної Хорватії за Данієлем Субашичем. 12 листопада 2014 року Калинич дебютував в офіційних іграх у складі національної збірної Хорватії у товариському матчі проти Аргентини (1:2). У статусі дублера Субашича Калинич поїхав на Євро-2016 та чемпіонату світу 2018 року у Росії.
У складі збірної був учасником чемпіонату світу 2018 року у Росії.
У травні 2021 року Калинич був включений до заявки національної збірної Хорватії на чемпіонат Європи 2020 року.
| Дата       | Місто          | Господарі         | Результат | Гості       | Турнір                               | Голи | Примітки  |
| ---------- | -------------- | ----------------- | --------- | ----------- | ------------------------------------ | ---- | --------- |
| 12-11-2014 | Лондон         | Аргентина         | 2 – 1     | Хорватія    | товариський матч                     | -2   | 89'       |
| 17-11-2015 | Ростов-на-Дону | Росія             | 1 – 3     | Хорватія    | товариський матч                     | -1   | 90'       |
| 23-03-2016 | Осієк          | Хорватія          | 2 – 0     | Ізраїль     | товариський матч                     | -    | 46'       |
| 26-03-2016 | Будапешт       | Угорщина          | 1 – 1     | Хорватія    | товариський матч                     | -1   |           |
| 5-9-2016   | Загреб         | Хорватія          | 1 – 1     | Туреччина   | Відбір до ЧС 2018                    | -1   |           |
| 15-11-2016 | Белфаст        | Північна Ірландія | 0 – 3     | Хорватія    | товариський матч                     | -    | 82'       |
| 28-3-2017  | Таллінн        | Естонія           | 3 – 0     | Хорватія    | товариський матч                     | -3   |           |
| 28-5-2017  | Лос-Анджелес   | Мексика           | 1 – 2     | Хорватія    | товариський матч                     | -1   |           |
| 11-6-2017  | Рейк'явік      | Ісландія          | 1 – 0     | Хорватія    | Відбір до ЧС 2018                    | -1   |           |
| 28-3-2018  | Арлінгтон      | Мексика           | 0 – 1     | Хорватія    | товариський матч                     | -    |           |
| 8-6-2018   | Осієк          | Хорватія          | 2 – 1     | Сенегал     | товариський матч                     | -    | 67'       |
| 26-6-2018  | Ростов-на-Дону | Ісландія          | 1 – 2     | Хорватія    | ЧС 2018 - 1-й етап                   | -1   |           |
| 6-9-2018   | Фару           | Португалія        | 1 – 1     | Хорватія    | товариський матч                     | -1   |           |
| 11-9-2018  | Ельче          | Іспанія           | 6 – 0     | Хорватія    | Ліга націй УЄФА 2018-2019 - 1-й етап | -6   | 35' (aut) |
| 15-11-2018 | Загреб         | Хорватія          | 3 – 2     | Іспанія     | Ліга націй УЄФА 2018-2019 - 1-й етап | -2   |           |
| 18-11-2018 | Лондон         | Англія            | 2 – 1     | Хорватія    | Ліга націй УЄФА 2018-2019 - 1-й етап | -2   |           |
| 21-3-2019  | Загреб         | Хорватія          | 2 – 1     | Азербайджан | Відбір до ЧЄ 2020                    | -1   |           |
| 24-3-2019  | Будапешт       | Угорщина          | 2 – 1     | Хорватія    | Відбір до ЧЄ 2020                    | -2   |           |
| 19-11-2019 | Пула           | Хорватія          | 2 – 1     | Грузія      | товариський матч                     | -1   | 46'       |
| Усього     |                | Матчів            | 19        |             | Голів                                | -26  |           |

## Титули і досягнення
- Володар Кубка Хорватії (3):

«Хайдук» (Спліт): 2012-13, 2021-22, 2022-23
Збірні
- Віце-чемпіон світу: 2018